# Masters de tennis féminin 2019
Le masters de tennis féminin 2019 un tournoi de tennis professionnel classé en catégorie Masters, se déroulant du 27 octobre au 3 novembre 2019 à Shenzhen, en Chine. Ashleigh Barty remporte le tournoi en simple, Tímea Babos et Kristina Mladenovic celui en double.

## Primes et points
| Tour                              | Prime            | Points |
| --------------------------------- | ---------------- | ------ |
| Victoire                          | RR + 3 505 000 $ | + 420  |
| Finale                            | RR + 1 180 000 $ | + 330  |
| Demi-finale                       | RR + 80 000 $    | –      |
| Poule (par match gagné)           | + 305 000 $      | + 125  |
| Poule (3 matchs joués)            | 305 000 $        | 375    |
| Pour chaque remplaçante           | $                | –      |
| Cumul pour la vainqueur invaincue | 4 725 000 $      | 1500   |

| Tour                                    | Prime          | Points |
| --------------------------------------- | -------------- | ------ |
| Victoire                                | RR + 700 000 $ | + 420  |
| Finale                                  | RR + 225 000 $ | + 330  |
| Demi-finale                             | RR + 15 000 $  | –      |
| Poule (par match gagné)                 | + 50 000 $     | + 125  |
| Poule (3 matchs joués)                  | 150 000 $      | 375    |
| Pour chaque équipe remplaçante          | $              | –      |
| Cumul pour l'équipe vainqueur invaincue | 1 000 000 $    | 1500   |

## Faits marquants
Naomi Osaka déclare forfait après son premier match à cause d'une blessure à l'épaule droite et est remplacée par Kiki Bertens.
Ashleigh Barty, grâce à sa victoire lors de son premier match et à sa participation à son second match, est assurée de terminer la saison numéro 1 mondiale au classement WTA.
Bianca Andreescu déclare forfait après son deuxième match à cause d'une blessure au genou et est remplacée par Sofia Kenin.

## Résultats en simple

### Participantes
| Ordre de qualification | Classement WTA Race | Points | Date de qualification | Meilleure performance | Joueuse           | Résultat     |
| ---------------------- | ------------------- | ------ | --------------------- | --------------------- | ----------------- | ------------ |
| 1                      | 1                   | 6476   | 9 septembre 2019      | -                     | Ashleigh Barty    | Victoire     |
| 2                      | 2                   | 5315   | 16 septembre 2019     | DF (2)                | Karolína Plíšková | DF (2V - 2D) |
| 3                      | 4                   | 4962   | 30 septembre 2019     | F (1)                 | Simona Halep      | RR (1V - 2D) |
| 4                      | 5                   | 4942   | 30 septembre 2019     | -                     | Bianca Andreescu  | RR (0V - 2D) |
| 5                      | 3                   | 5246   | 4 octobre 2019        | RR (1)                | Naomi Osaka       | RR (1V - 0D) |
| 6                      | 6                   | 4401   | 7 octobre 2019        | V (1)                 | Petra Kvitová     | RR (0V - 3D) |
| 7                      | 8                   | 3995   | 14 octobre 2019       | V (1)                 | Elina Svitolina   | Finale       |
| 8                      | 7                   | 4120   | 19 octobre 2019       | -                     | Belinda Bencic    | DF (2V - 2D) |

| Classement WTA Race | Joueuse      | Résultat     |
| ------------------- | ------------ | ------------ |
| 9                   | Kiki Bertens | RR (1V - 1D) |
| 10                  | Sofia Kenin  | RR (0V - 1D) |

| Joueuse           | AB  | KP  | SH  | BA  | NO  | PK  | ES  | BB  | % victoires | Saison | Titres |
| ----------------- | --- | --- | --- | --- | --- | --- | --- | --- | ----------- | ------ | ------ |
| Ashleigh Barty    |     | 3-2 | 1-3 | 0-0 | 2-2 | 2-4 | 0-5 | 0-0 | 33,33%      | 52-11  | 3      |
| Karolína Plíšková | 2-3 |     | 3-7 | 0-1 | 2-2 | 1-3 | 5-3 | 0-1 | 39,39%      | 50-15  | 4      |
| Simona Halep      | 3-1 | 7-3 |     | 0-0 | 4-1 | 3-1 | 4-4 | 2-2 | 65,71%      | 42-15  | 1      |
| Bianca Andreescu  | 0-0 | 1-0 | 0-0 |     | 0-1 | 0-0 | 1-0 | 1-0 | 75%         | 48-5   | 3      |
| Naomi Osaka       | 2-2 | 2-2 | 1-4 | 1-0 |     | 1-0 | 1-3 | 1-3 | 39,13%      | 39-11  | 3      |
| Petra Kvitová     | 4-2 | 3-1 | 1-3 | 0-0 | 0-1 |     | 7-2 | 4-1 | 65,52%      | 37-13  | 2      |
| Elina Svitolina   | 5-0 | 3-5 | 4-4 | 0-1 | 3-1 | 2-7 |     | 1-2 | 47,37%      | 35-21  | 0      |
| Belinda Bencic    | 0-0 | 1-0 | 2-2 | 0-1 | 3-1 | 1-4 | 2-1 |     | 50%         | 48-20  | 2      |

### Groupe Rouge
- Ashleigh Barty (no 1)
- Naomi Osaka (no 3)
- Petra Kvitová (no 6)
- Belinda Bencic (no 7)
- Kiki Bertens (no 10)

#### Résultats
| Date            | Vainqueur      | Adversaire     | Score          | Durée      |
| --------------- | -------------- | -------------- | -------------- | ---------- |
| 27 octobre 2019 | Naomi Osaka    | Petra Kvitová  | 7-61, 4-6, 6-4 | 2 h 39 min |
| 27 octobre 2019 | Ashleigh Barty | Belinda Bencic | 5-7, 6-1, 6-2  | 1 h 57 min |
| 29 octobre 2019 | Kiki Bertens   | Ashleigh Barty | 3-6, 6-3, 6-4  | 2 h 9 min  |
| 29 octobre 2019 | Belinda Bencic | Petra Kvitová  | 6-3, 1-6, 6-4  | 1 h 47 min |
| 31 octobre 2019 | Ashleigh Barty | Petra Kvitová  | 6-4, 6-2       | 1 h 28 min |
| 31 octobre 2019 | Belinda Bencic | Kiki Bertens   | 7-5, 1-0 ab.   | 1 h 1 min  |

#### Classement
| Rang poule | Classement WTA Race | Joueuse        | Match(s) G-P | Set(s) G-P | Jeux G-P    |
| ---------- | ------------------- | -------------- | ------------ | ---------- | ----------- |
| 1          | 1                   | Ashleigh Barty | 2-1          | 5-3 (63%)  | 42-31 (58%) |
| 2          | 7                   | Belinda Bencic | 2-1          | 5-3 (63%)  | 31-35 (47%) |
| 3          | 9                   | Kiki Bertens   | 1-1          | 2-3 (40%)  | 20-21 (49%) |
| 4          | 3                   | Naomi Osaka    | 1-0          | 2-1 (67%)  | 17-16 (52%) |
| 5          | 6                   | Petra Kvitová  | 0-3          | 2-6 (25%)  | 35-42 (45%) |

### Groupe Violet
- Karolína Plíšková  (no 2)
- Bianca Andreescu (no 4)
- Simona Halep (no 5)
- Elina Svitolina  (no 8)
- Sofia Kenin (no 11)

#### Résultats
| Date              | Vainqueur         | Adversaire        | Score          | Durée      |
| ----------------- | ----------------- | ----------------- | -------------- | ---------- |
| 28 octobre 2019   | Elina Svitolina   | Karolína Plíšková | 7-612, 6-4     | 1 h 53 min |
| 28 octobre 2019   | Simona Halep      | Bianca Andreescu  | 3-6, 7-66, 6-3 | 2 h 34 min |
| 30 octobre 2019   | Elina Svitolina   | Simona Halep      | 7-5, 6-3       | 1 h 39 min |
| 30 octobre 2019   | Karolína Plíšková | Bianca Andreescu  | 6-3, ab.       | 51 min     |
| 1er novembre 2019 | Elina Svitolina   | Sofia Kenin       | 7-5, 7-610     | 2 h 9 min  |
| 1er novembre 2019 | Karolína Plíšková | Simona Halep      | 6-0, 2-6, 6-4  | 1 h 50 min |

#### Classement
| Rang poule | Classement WTA Race | Joueuse           | Match(s) G-P | Set(s) G-P | Jeux G-P    |
| ---------- | ------------------- | ----------------- | ------------ | ---------- | ----------- |
| 1          | 8                   | Elina Svitolina   | 3-0          | 6-0 (100%) | 40-29 (58%) |
| 2          | 2                   | Karolína Plíšková | 2-1          | 4-3 (57%)  | 29-22 (57%) |
| 3          | 5                   | Simona Halep      | 1-2          | 3-5 (38%)  | 30-42 (42%) |
| 4          | 11                  | Sofia Kenin       | 0-1          | 0-2 (0%)   | 11-14 (44%) |
| 5          | 4                   | Bianca Andreescu  | 0-2          | 1-4 (20%)  | 18-21 (46%) |

### Tableau final
|  |                   |                 |            |            |            |                 |                 |                 |            |            |        |        |
|  | 1/2 finale        | 1/2 finale      | 1/2 finale | 1/2 finale | 1/2 finale |                 |                 | Finale          | Finale     | Finale     | Finale | Finale |
|  | 2 novembre 2019   | 2 novembre 2019 | 1 h 43 min | 1 h 43 min | 1 h 43 min |                 |                 |                 |            |            |        |        |
|  | 2 novembre 2019   | 2 novembre 2019 | 1 h 43 min | 1 h 43 min | 1 h 43 min |                 |                 |                 |            |            |        |        |
|  | Ashleigh Barty    | (1)             | 4          | 6          | 6          |                 |                 |                 |            |            |        |        |
|  | Ashleigh Barty    | (1)             | 4          | 6          | 6          | 3 novembre 2019 | 3 novembre 2019 | 1 h 26 min      | 1 h 26 min | 1 h 26 min |        |        |
|  | Karolína Plíšková | (2)             | 6          | 2          | 3          | 3 novembre 2019 | 3 novembre 2019 | 1 h 26 min      | 1 h 26 min | 1 h 26 min |        |        |
|  | Karolína Plíšková | (2)             | 6          | 2          | 3          | Ashleigh Barty  | (1)             | 6               | 6          |            |        |        |
|  | 2 novembre 2019   | 2 novembre 2019 | 1 h 51 min | 1 h 51 min | 1 h 51 min | Ashleigh Barty  | (1)             | 6               | 6          |            |        |        |
|  | 2 novembre 2019   | 2 novembre 2019 | 1 h 51 min | 1 h 51 min | 1 h 51 min |                 |                 | Elina Svitolina | (8)        | 4          | 3      |        |
|  | Belinda Bencic    | (7)             | 7          | 3          | 1ab.       |                 |                 | Elina Svitolina | (8)        | 4          | 3      |        |
|  | Belinda Bencic    | (7)             | 7          | 3          | 1ab.       |                 |                 |                 |            |            |        |        |
|  | Elina Svitolina   | (8)             | 5          | 6          | 4          |                 |                 |                 |            |            |        |        |
|  | Elina Svitolina   | (8)             | 5          | 6          | 4          |                 |                 |                 |            |            |        |        |

### Classement final
| Résultat       | Classement WTA Race | Joueuse           | Match(s) G-P | Set(s) G-P | Jeux G-P | Points gagnés | Nouveau rang |
| -------------- | ------------------- | ----------------- | ------------ | ---------- | -------- | ------------- | ------------ |
| Vainqueur      | 1                   | Ashleigh Barty    | 4-1          | 9-4        | 70-49    | 1 375         | 1            |
| Finaliste      | 8                   | Elina Svitolina   | 4-1          | 8-3        | 62-52    | 1 080         | 6            |
| Demi-finaliste | 2                   | Karolína Plíšková | 2-2          | 5-5        | 40-36    | 625           | 2            |
| Demi-finaliste | 7                   | Belinda Bencic    | 2-2          | 6-4        | 42-50    | 625           | 8            |
| Poule          | 4                   | Simona Halep      | 1-2          | 3-5        | 30-42    | 500           | 4            |
| Poule          | 9                   | Kiki Bertens      | 1-1          | 2-3        | 20-21    | 375           | 9            |
| Poule          | 6                   | Petra Kvitová     | 0-3          | 2-6        | 35-42    | 375           | 7            |
| Poule          | 3                   | Naomi Osaka       | 1-0          | 2-1        | 17-16    | 250           | 3            |
| Poule          | 11                  | Sofia Kenin       | 0-1          | 0-2        | 11-14    | 95            | 14           |
| Poule          | 5                   | Bianca Andreescu  | 0-2          | 1-4        | 18-21    | 250           | 5            |

## Résultats en double

### Parcours
| Ordre de qualification | Classement WTA Race | Date de qualification | Meilleure performance | Équipe                                | Points | Saison (titres) | Résultat           |
| ---------------------- | ------------------- | --------------------- | --------------------- | ------------------------------------- | ------ | --------------- | ------------------ |
| 1                      | 2                   | 2 septembre 2019      | V (1) DF (1)          | Hsieh Su-wei Barbora Strýcová         | 5490   | - (4)           | Finale (3V - 2D)   |
| 2                      | 1                   | 9 septembre 2019      | QF (1) -              | Elise Mertens Aryna Sabalenka         | 6057   | - (3)           | RR (1V - 2D)       |
| 3                      | 3                   | 23 septembre 2019     | V (2) V (1)           | Tímea Babos Kristina Mladenovic       | 5211   | - (2)           | Victoire (5V - 0D) |
| 4                      | 4                   | 30 septembre 2019     | QF (2)                | Gabriela Dabrowski Xu Yifan           | 4635   | - (1)           | RR (1V - 2D)       |
| 5                      | 5                   | 7 octobre 2019        | DF (1) DF (3)         | Chan Hao-ching Latisha Chan           | 4145   | - (4)           | RR (0V - 3D)       |
| 6                      | 7                   | 7 octobre 2019        | V (2) -               | Samantha Stosur Zhang Shuai           | 3920   | - (1)           | DF (2V - 2D)       |
| 7                      | 8                   | 14 octobre 2019       | QF (1)                | Anna-Lena Grönefeld Demi Schuurs      | 3895   | - (0)           | DF (2V - 2D)       |
| 8                      | 6                   | 14 octobre 2019       | F (1)                 | Barbora Krejčíková Kateřina Siniaková | 4000   | - (2)           | RR (1V - 2D)       |

### Groupe Rouge
- Elise Mertens 
 Aryna Sabalenka (no 1)
- Tímea Babos 
 Kristina Mladenovic (no 3)
- Chan Hao-ching 
 Latisha Chan (no 5)
- Anna-Lena Grönefeld
 Demi Schuurs (no 8)

#### Résultats
| Date              | Vainqueur                        | Adversaire                       | Score            | Durée      |
| ----------------- | -------------------------------- | -------------------------------- | ---------------- | ---------- |
| 28 octobre 2019   | Tímea Babos Kristina Mladenovic  | Chan Hao-ching Latisha Chan      | 6-2, 5-7, [10-6] | 1 h 39 min |
| 28 octobre 2019   | Anna-Lena Grönefeld Demi Schuurs | Elise Mertens Aryna Sabalenka    | 7-5, 1-6, [10-7] | 1 h 27 min |
| 30 octobre 2019   | Elise Mertens Aryna Sabalenka    | Chan Hao-ching Latisha Chan      | 7-65, 6-4        | 1 h 48 min |
| 30 octobre 2019   | Tímea Babos Kristina Mladenovic  | Anna-Lena Grönefeld Demi Schuurs | 7-5, 6-2         | 1 h 14 min |
| 1er novembre 2019 | Tímea Babos Kristina Mladenovic  | Elise Mertens Aryna Sabalenka    | 4-6, 6-2, [10-5] | 1 h 19 min |
| 1er novembre 2019 | Anna-Lena Grönefeld Demi Schuurs | Chan Hao-ching Latisha Chan      | 6-2, 6-4         | 1 h 8 min  |

#### Classement
| Rang poule | Classement WTA Race | Équipe                           | Match(s) G-P | Set(s) G-P | Jeux G-P    |
| ---------- | ------------------- | -------------------------------- | ------------ | ---------- | ----------- |
| 1          | 3                   | Tímea Babos Kristina Mladenovic  | 3-0          | 6-2 (75%)  | 36-24 (60%) |
| 2          | 8                   | Anna-Lena Grönefeld Demi Schuurs | 2-1          | 4-3 (57%)  | 28-30 (48%) |
| 3          | 1                   | Elise Mertens Aryna Sabalenka    | 1-2          | 4-4 (50%)  | 32-30 (52%) |
| 4          | 5                   | Chan Hao-ching Latisha Chan      | 0-3          | 2-6 (25%)  | 25-37 (40%) |

### Groupe Violet
- Hsieh Su-wei
 Barbora Strýcová (no 2)
- Gabriela Dabrowski
 Xu Yifan (no 4)
- Barbora Krejčíková
 Kateřina Siniaková (no 6)
- Samantha Stosur
 Zhang Shuai (no 7)

#### Résultats
| Date            | Vainqueur                             | Adversaire                            | Score            | Durée      |
| --------------- | ------------------------------------- | ------------------------------------- | ---------------- | ---------- |
| 27 octobre 2019 | Hsieh Su-wei Barbora Strýcová         | Samantha Stosur Zhang Shuai           | 6-4, 4-6, [10-5] | 1 h 28 min |
| 27 octobre 2019 | Barbora Krejčíková Kateřina Siniaková | Gabriela Dabrowski Xu Yifan           | 6-4, 6-2         | 1 h 6 min  |
| 29 octobre 2019 | Samantha Stosur Zhang Shuai           | Gabriela Dabrowski Xu Yifan           | 4-6, 6-4, [10-5] | 1 h 26 min |
| 29 octobre 2019 | Hsieh Su-wei Barbora Strýcová         | Barbora Krejčíková Kateřina Siniaková | 6-2, 1-6, [10-5] | 1 h 15 min |
| 31 octobre 2019 | Samantha Stosur Zhang Shuai           | Barbora Krejčíková Kateřina Siniaková | 6-3, 7-67        | 1 h 39 min |
| 31 octobre 2019 | Gabriela Dabrowski Xu Yifan           | Hsieh Su-wei Barbora Strýcová         | 2-6, 6-4, [11-9] | 1 h 27 min |

#### Classement
| Rang poule | Classement WTA Race | Équipe                                | Match(s) G-P | Set(s) G-P | Jeux G-P    |
| ---------- | ------------------- | ------------------------------------- | ------------ | ---------- | ----------- |
| 1          | 2                   | Hsieh Su-wei Barbora Strýcová         | 2-1          | 5-4 (56%)  | 29-27 (52%) |
| 2          | 7                   | Samantha Stosur Zhang Shuai           | 2-1          | 5-3 (63%)  | 34-30 (53%) |
| 3          | 6                   | Barbora Krejčíková Kateřina Siniaková | 1-2          | 3-4 (42%)  | 29-27 (52%) |
| 4          | 4                   | Gabriela Dabrowski Xu Yifan           | 1-2          | 3-5 (38%)  | 25-33 (43%) |

### Tableau final
|  |                                  |            |                               |            |            |                                 |     |        |        |        |        |        |
|  | 1/2 finale                       | 1/2 finale | 1/2 finale                    | 1/2 finale | 1/2 finale |                                 |     | Finale | Finale | Finale | Finale | Finale |
|  |                                  |            | 1 h 29 min                    |            |            |                                 |     |        |        |        |        |        |
|  |                                  |            |                               |            |            |                                 |     |        |        |        |        |        |
|  | Tímea Babos Kristina Mladenovic  | (3)        | 1                             | 6          | 10         |                                 |     |        |        |        |        |        |
|  | Tímea Babos Kristina Mladenovic  | (3)        | 1                             | 6          | 10         | 1 h 4 min                       |     |        |        |        |        |        |
|  | Samantha Stosur Zhang Shuai      | (7)        | 6                             | 4          | 8          |                                 |     |        |        |        |        |        |
|  | Samantha Stosur Zhang Shuai      | (7)        | 6                             | 4          | 8          | Tímea Babos Kristina Mladenovic | (3) | 6      | 6      |        |        |        |
|  |                                  |            | 55 min                        |            |            | Tímea Babos Kristina Mladenovic | (3) | 6      | 6      |        |        |        |
|  |                                  |            | Hsieh Su-wei Barbora Strýcová | (2)        | 1          | 3                               |     |        |        |        |        |        |
|  | Anna-Lena Grönefeld Demi Schuurs | (8)        | Hsieh Su-wei Barbora Strýcová | (2)        | 1          | 3                               | 1   | 2      |        |        |        |        |
|  | Anna-Lena Grönefeld Demi Schuurs | (8)        |                               |            |            |                                 | 1   | 2      |        |        |        |        |
|  | Hsieh Su-wei Barbora Strýcová    | (2)        | 6                             | 6          |            |                                 |     |        |        |        |        |        |
|  | Hsieh Su-wei Barbora Strýcová    | (2)        | 6                             | 6          |            |                                 |     |        |        |        |        |        |